# Rollandita
La rollandita és un mineral de la classe dels fosfats. Rep el nom en honor de Pierre Rolland (n. 1940), col·leccionista de minerals de les mines de Roua.

## Característiques
La rollandita és un arsenat de fórmula química Cu₃(AsO₄)₂·4H₂O. Va ser aprovada com a espècie vàlida per l'Associació Mineralògica Internacional l'any 1998, i la primera publicació data del 2000. Cristal·litza en el sistema ortoròmbic. La seva duresa a l'escala de Mohs es troba entre 4 i 4,5.
Segons la classificació de Nickel-Strunz, la rollandita pertany a «08.CD: Fosfats sense anions addicionals, amb H₂O, només amb cations de mida mitjana, amb proporció RO₄:H₂O = 1:2» juntament amb els següents minerals: kolbeckita, metavariscita, fosfosiderita, mansfieldita, escorodita, strengita, variscita, yanomamita, parascorodita, ludlamita i sterlinghil·lita.
L'exemplar que va servir per a determinar l'espècie, el que es coneix com a material tipus, es troba conservat al Museu d'Història Natural de Ginebra (Suïssa).

## Formació i jaciments
Va ser descoberta a les mines de Roua, situades entre els municipis de Daluèis i Guilherme, als Alps Marítims (Provença-Alps-Costa Blava, França). Es tracta de l'únic indret de tot el planeta on ha estat descrita aquesta espècie mineral.